# Mezzo
Mezzo – francuski kanał telewizyjny nadający muzykę klasyczną i jazz. Jego programy mają formę zarówno krótkich klipów, jak i np. pełnych przedstawień operowych. Współwłaścicielem kanału jest francuska telewizja publiczna. W latach 1992–1998 nosił nazwę France Supervision, a w 2001 roku wchłonął kanał Muzzik. Od roku 2010 funkcjonuje także kanał Mezzo Live HD z koncertami i spektakle na żywo w jakości HD z największych scen lirycznych, festiwali klasycznych i jazzowych oraz koncertów z całego świata.